# Sarah Philipp

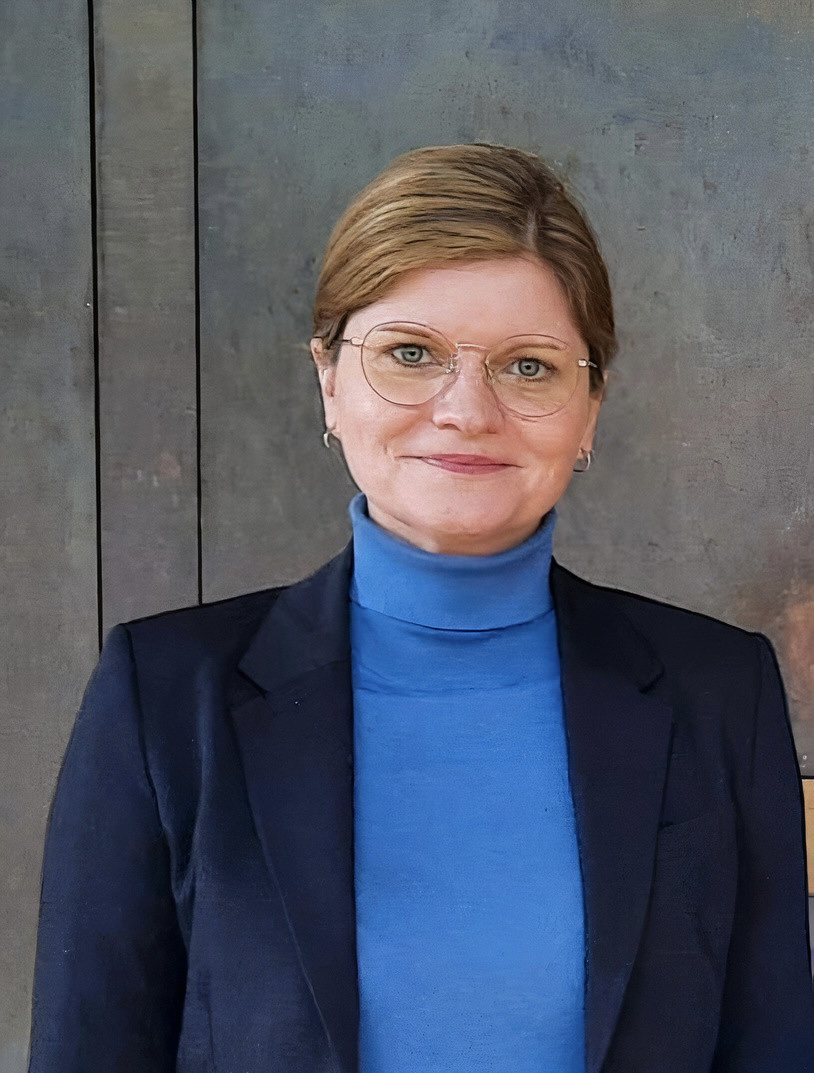
Sarah Philipp (2023)

Sarah Philipp (* 10. März 1983 in Duisburg) ist eine deutsche Politikerin (SPD). Sie ist seit 2012 direkt gewählte Abgeordnete im Landtag von Nordrhein-Westfalen und war von 2018 bis 2023 Parlamentarische Geschäftsführerin der SPD-Landtagsfraktion. Seit 2023 ist Philipp neben Achim Post Co-Vorsitzende der SPD Nordrhein-Westfalen.

## Biografie
Sarah Philipp wuchs im Duisburger Süden auf und legte 2002 ihr Abitur am Steinbart-Gymnasium ab. Anschließend studierte sie Wirtschaftsgeografie, Politische Wissenschaft und Geografie an der RWTH Aachen. 2008 schloss sie ihr Studium als Magistra Artium der Wirtschaftsgeografie mit dem Schwerpunkt Wirtschaftsförderung/Wirtschaftsraumanalyse ab.
Zunächst war Philipp als wissenschaftliche Mitarbeiterin in Dortmund tätig, anschließend war sie bis zu ihrem Einzug in den Landtag NRW im Jahr 2012 als Projektmanagerin in einem Stadtplanungsbüro in Dortmund beschäftigt.

## Politik
1998 trat Philipp in die SPD ein. Von 2010 bis 2021 war sie Ortsvereinsvorsitzende des SPD-Ortsvereins Duisburg-Buchholz. Seit 2011 ist sie Mitglied im Duisburger SPD-Unterbezirksvorstand. Außerdem engagiert sie sich im Vorstand der ASF (Arbeitsgemeinschaft der Frauen in der SPD) in Duisburg.
Während ihres Studiums machte Philipp ein Praktikum bei der Duisburger Landtagsabgeordneten Gisela Walsken. Als diese bei der Landtagswahl in Nordrhein-Westfalen 2012 nicht wieder antrat, entschied Philipp sich, erstmals für den Landtag NRW zu kandidieren. Im Landtagswahlkreis Duisburg I errang sie 2012, 2017 und 2022 jeweils das Direktmandat. Im Landtag ist sie ordentliches Mitglied im Ausschuss für Heimat, Kommunales, Bauen und Wohnen. Im April 2018 wurde sie von ihrer Fraktion zur parlamentarischen Geschäftsführerin gewählt und im Jahr 2020 im Amt bestätigt. Seitdem vertritt sie ihre Fraktion auch im Ältestenrat des Landtags.
Am 26. August 2023 wurde sie neben Achim Post zur Co-Vorsitzenden der SPD Nordrhein-Westfalen gewählt. Am 5. September wurden daraufhin Ina Blumenthal zu ihrer Nachfolgerin als parlamentarischer Geschäftsführerin sowie André Stinka als Fraktionsgeschäftsführer gewählt, Philipp selber wurde stellvertretende Fraktionsvorsitzende.
Seit Juni 2025 ist Philipp Mitglied des SPD-Parteivorstands.

## Mitgliedschaften
Sarah Philipp ist unter anderem Mitglied der IG BCE, der GdP, der AWO, der Europa-Union und des Deutschen Mietervereins Rhein-Ruhr sowie weiteren Vereinen und Organisationen in Duisburg und Umgebung.
Sie war von 2017 bis 2018 außerdem Mitglied im Beirat für Wohnraumförderung der NRW.BANK und von 2019 bis 2021 Mitglied im Verwaltungsrat des Studierendenwerk Essen-Duisburg AöR. Sie war Mitglied des Vorstandes Regenbogen e. V., Duisburg.

## Kritik
Im Zuge der Aufarbeitung der Flutkatastrophe in NRW und der hierbei aufgekommenen Mallorca-Affäre um den Urlaub der CDU-Abgeordneten Ursula Heinen-Esser kurz nach der Flut, wurde Philipp eine versuchte Ausspähung vorgeworfen. Über ihren Instagram-Account und den einer ihrer Mitarbeiter soll versucht worden sein, die Instagram-Seite der minderjährigen Tochter Heinen-Essers auszuspähen. Dieses Vorgehen wurde durch Recherchen des Kölner Stadt-Anzeigers publik. Auf Nachfrage dementierte Philipp eine Beteiligung an der Aktion und sprach von einer unabgestimmten Tätigkeit ihres Mitarbeiters.